# Acanthochitona achates
Acanthochitona achates är en blötdjursart som först beskrevs av Gould 1859.  Acanthochitona achates ingår i släktet Acanthochitona och familjen Acanthochitonidae. Inga underarter finns listade i Catalogue of Life.